# AFL 23
AFL 23 es un videojuego de simulación de fútbol australiano de 2023 desarrollado por Big Ant Studios y publicado por Nacon. Se lanzó en mayo de 2023 para Microsoft Windows, PlayStation 4 y PlayStation 5, y después de un largo retraso, finalmente se lanzó para Xbox One y Xbox Series X en septiembre de 2023. El juego es la entrega más reciente de la serie de videojuegos AFL de larga duración y el primero desarrollado por Big Ant desde AFL Live en 2011.

## Cómo se juega
AFL 23 es un videojuego de simulación de fútbol australiano que se esfuerza por emular la Liga de fútbol australiana (AFL) y la AFL femenina. Si bien el título se centra en las dos ligas profesionales más prominentes, también incluye varias ligas estatales de segundo nivel que presentan competencias tanto masculinas como femeninas. La mayoría de los jugadores juegan partidos de fútbol de la AFL con jugadores y equipos reales o creados. El juego presenta comentarios de Anthony Hudson, Jason Bennett, Kelli Underwood, Garry Lyon y Daniel Harford, y su presentación visual pretende replicar la utilizada en la cobertura de la AFL de Seven Sport.
Además de los modos de juego rápido estándar y de juego en línea, hay varios otros modos de juego presentes. El modo Temporada permite al jugador jugar una temporada completa en la liga seleccionada, controlando la competición completa o solo un club. La carrera gerencial se expande en el modo temporada para permitir al jugador controlar las finanzas, el personal, la selección y el comercio del club durante varios años. En abril de 2023 se anunció un juego de cartas conocido como Pro Team, similar al de los modos Ultimate Team de EA Sports, pero aún no se ha incluido.
La popular herramienta Academy de Big Ant, vista por primera vez en Don Bradman Cricket 14, permite a los usuarios crear jugadores, clubes, guernseys y estadios personalizados que se pueden importar al juego para usarlos en varios modos. Las creaciones de la Academia también se pueden compartir entre usuarios en línea a través de la pestaña "comunidad".

## Ligas y estadios
Los 18 clubes de la AFL y la AFLW de la temporada 2023 de la AFL y la temporada 6 de la AFLW de 2022 están en el juego. Todos los equipos de la AFL tienen guernseys extra, incluidos uniformes más antiguos que ya no se usan. Hay 38 estadios en la AFL 23.

### Lista de ligas
- Liga de fútbol australiana
- AFL Femenina
- Liga de fútbol victoriana
- VFL femenino
- Liga Nacional de Fútbol de Australia del Sur
- Liga femenina SANFL
- Liga de fútbol de Australia Occidental
- WAFL Mujer

### Lista de estadios
- Óvalo de Adelaida – Australia del Sur
- Óvalo Alberton – Australia del Sur
- Calle Arden – Victoria
- Arena Blundstone – Tasmania
- Óvalo de la ciudad de Box Hill – Victoria
- Campos de Casey - Victoria
- Estadio Cazalys – Queensland
- Parque Chirnside – Victoria
- Óvalo de la ciudad de Coburgo – Victoria
- Óvalo de Fremantle - Australia Occidental
- Estadio de los Gigantes - Nueva Gales del Sur
- Estadio GMHBA - Victoria
- Arena de la Gran Barrera de Coral - Queensland
- Parque Henson - Nueva Gales del Sur
- Estadio Heritage Bank - Queensland
- Parque Ikon – Victoria
- Estadio Cinético – Victoria
- Óvalo de Manuka – Territorio de la Capital Australiana
- Estadio Marte - Victoria
- Estadio Marvel – Victoria
- Campo de críquet de Melbourne – Victoria
- Parque de Recursos Minerales - Australia Occidental
- Óvalo del puerto norte - Victoria
- Óvalo del norte de Sydney - Nueva Gales del Sur
- Óvalo de Norwood - Australia del Sur
- Estadio Optus - Australia Occidental
- Óvalo de la ciudad de Preston – Victoria
- Parque RSEA - Victoria
- Óvalo de Swinburne Centre Punt Road – Victoria
- Parque deportivo Summit - Australia del Sur
- Campo de críquet de Sydney - Nueva Gales del Sur
- La Gabba – Queensland
- Estadio TIO - Territorio del Norte
- Parque TIO Traeger - Territorio del Norte
- Estadio UTAS – Tasmania
- Parque Victoria – Victoria
- VU Whitten Oval – Victoria
- Campo de críquet de Williamstown - Victoria
- Almacenamiento Wilson Trevor Barker Beach Oval - Victoria

## Desarrollo y lanzamiento
Originalmente, el juego estaba programado para lanzarse el 13 de abril de 2023. Luego, el juego se retrasó hasta el 4 de mayo, supuestamente debido a que las copias físicas de las versiones de Xbox aún no estaban en Australia. Días antes de la nueva fecha de lanzamiento, se anunció que las versiones del juego para Xbox volverían a retrasarse hasta mediados o finales de junio. Las versiones del juego para PS4, PS5 y Windows aún se lanzaron el 4 de mayo.
El 16 de junio, Big Ant Studios anunció nuevos retrasos en el lanzamiento de Xbox, esta vez hasta "finales de julio o principios de agosto". Este período de tiempo pasó nuevamente sin ningún comunicado ni comentario por parte de los desarrolladores. El 17 de agosto, un representante de atención al cliente de JB Hi-Fi explicó que el lanzamiento de Xbox se retrasó hasta el 31 de octubre. Las versiones para Xbox del juego finalmente se lanzaron el 22 de septiembre de 2023.

## Recepción
AFL 23 recibió críticas mixtas a negativas en el lanzamiento e inicialmente estuvo plagado de errores y fallas que interrumpieron el juego. Actualmente, el juego tiene una calificación "mixta" en Steam, y solo el 44% de los jugadores dejaron una recomendación positiva en agosto de 2023.